# Aggregation (Militär)
Aggregation (von lateinisch aggregatio ‚Anhäufung‘, ‚Vereinigung‘) bezeichnet im Allgemeinen das Zusammenfassen von Gegenständen oder Daten zu größeren Einheiten.
Die Offiziere des Heeres des Deutschen Kaiserreichs hatten spezifische Führungsaufgaben zu übernehmen. So wurde ein Hauptmann zum Chef einer Kompanie seines Regiments oder ein Major zu dem eines Bataillons, welches aus vier Kompanien bestand, ernannt.
Wenn nun ein Offizier mit seinem neuen Rang einem Regiment zugewiesen wurde, ohne seine Führungskompetenzen ausüben zu können, so war er dort ein überzähliger Offizier und wurde als „dem Regiment aggregiert“ bezeichnet. Er blieb dort, bis eine Stelle frei wurde; ungeachtet dessen hatte er den gleichen Dienst zu leisten wie die anderen Offiziere.
So war zum Beispiel Rudolf von Minckwitz als Sekonde-Lieutenant dem Kaiser Franz Garde-Grenadier-Regiment Nr. 2 aggregiert, bis er in das 20. Infanterie-Regiment nach Torgau versetzt wurde. Ein anderes Beispiel war Kurt Kruge. Er wurde mit seiner Beförderung in den Rang eines Majors am 13. September 1899 dem Infanterie-Regiment Nr. 163 in Neumünster als Stabsoffizier und überzähliger Major aggregiert.
War der aggregierte Offizier einem Truppenteil als überzähliger Offizier zugewiesen, erhielt er in der Regel ein geringeres (halbes) Gehalt und nahm in der Regel auch nicht am eigentlichen Kompaniedienst wie alle anderen Offiziere teil. Der Offizier stand nicht im Etat des Truppenteils und erhielt sein Gehalt aus anderen Quellen.
Der Zeitraum der Aggregation war nicht immer nur kurzfristig. So wurde Major Kruge zwar bereits am 18. Oktober 1900 zum Kommandeur des III. Bataillons des Infanterie-Regiments „Graf Bose“ (1. Thüringisches) Nr. 31 in Altona ernannt. Aber der Freiherr von Steinäcker war dem 2. Westfälisches Husaren-Regiment Nr. 11 von 1818 an, zuerst als Rittmeister, ab 1835 als Major, bis 1844, also 26 Jahre lang aggregiert und erhielt dann nicht etwa eine Stelle, sondern wurde pensioniert.
Als drittes Beispiel sei Otto Dziobek genannt. Er wurde in seinem Regiment, dem 2. Kurhessischen Infanterie-Regiment Nr. 82 in Göttingen, nach seiner Beförderung als überzähliger Hauptmann aggregiert und dann unter der Ernennung zum Chef der 8. Kompanie zum Infanterie-Regiment „Lübeck“ (3. Hanseatisches) Nr. 162 nach Lübeck versetzt.